# Torxé
Torxé é uma comuna francesa na região administrativa da Nova Aquitânia, no departamento de Charente-Maritime. Estende-se por uma área de 11,43 km². Em 2010 a comuna tinha 219 habitantes (densidade: 19,2 hab./km²).